# Центрэнергомонтаж
Открытое Акционерное Общество «Е4-Центрэнергомонтаж» (ОАО «Е4-ЦЭМ») — одно из крупнейших предприятий в энергетической отрасли, специализирующихся по монтажу тепломеханического оборудования и трубопроводов на тепловых и атомных электростанциях. Компания работает и в других отраслях промышленности, выполняя монтаж технологического оборудования, стальных резервуаров и технологических трубопроводов различного назначения.
По итогам комплексной рейтинговой программы, определяющей лидеров экономики России на основании официальных данных государственной статистики, ОАО «Е4-ЦЭМ» в 2010 году присвоено звание «Лидер экономики». В 2008 году компания удостоена главной экономической награды Церемонии общественного призвания «Лидеры экономического развития России». В 2007 году решением Международного форума бухгалтеров и аудиторов ОАО «Е4-ЦЭМ» стало победителем в номинации «Предприятие высокой эффективности финансовой деятельности».
В 60-70-е годы за удачное выполнение заданий по строительству ТЭС и вводу в действие новых мощных энергетических агрегатов, за восстановление энергетики в послевоенный период Трест «Центрэнергомонтаж» был награждён орденом Трудового Красного Знамени. За большие успехи в развитии энергетики Советского Союза — орденом Ленина.
Основная миссия компании — содействовать развитию энергетики и промышленности через качественное выполнение монтажных и наладочных работ.

## Собственники
Основными акционерами общества являются:
- ОАО «Атомное и энергетическое машиностроение»
- FRESKO FINANCIAL LTD
- GADENDALE INVESTMENTS LIMITED
- ОАО «Группа Е4»

## Руководство компании
- Генеральный директор — Лысков Игорь Михайлович

## История
Годом рождения компании является 1924 год, когда из разрозненных мелких предприятий, осуществляющих монтаж теплосилового оборудования, было организовано Московское отделение государственного акционерного общества «Тепло и сила», положившее начало тресту «Центроэнергомонтаж».
С первых дней своей деятельности организация участвовала в осуществлении плана ГОЭЛРО. С 1924 по 1935 г.г. Трест проводил монтаж энергетического оборудования на многих электростанциях европейской части России, в частности на Кизеловской, Горьковской ГРЭС, Куровской, Орехово-Зуевской, Егорьевской и других ТЭЦ, на ТЭЦ заводов «Красное Сормово», «Баррикады» в Волгограде. За это время было введено в эксплуатацию 92 турбоагрегата общей мощностью 369,2 тыс.кВт, что составило третью часть от предусмотренного планом ГОЭЛРО ввода мощностей на тепловых электростанциях.
В годы предвоенных пятилеток Трестом было смонтировано теплоэнергетическое оборудование на многих электростанциях, в частности Кизеловской, Горьковской, Средне-Уральской, Челябинской ГРЭС, Казанской, Закамской, Грозненской, Красногорской ТЭЦ, ряде ТЭЦ Мосэнерго, а также на многих индустриальных гигантах первых пятилеток, таких как «Уралмаш», Магнитогорский металлургический комбинат, Челябинский и Волгоградский тракторные заводы, Балхашский медеплавильный комбинат, Березниковский и Новомосковский химкомбинаты, Московский и Горьковский автозаводы, Уральский алюминиевый завод и др.
В военные годы с 1941 по 1945 г.г. Трест выполнял задания Государственного Комитета Обороны. В предельно сжатые сроки персонал производил демонтаж, восстановительный ремонт и монтаж перебазированного в тыл энергетического оборудования.
За самоотверженный труд коллективу треста «Центроэнергомонтаж» в 1946 году вручено на постоянное хранение переходящее Красное знамя Государственного Комитета Обороны.
В послевоенные годы, используя передовую технологию монтажа, ЦЭМ провел работы по монтажу крупных электростанций: Ярославской ТЭЦ-2, Барабинской ГРЭС, Омской ТЭЦ-3, Курганской, Джезканганской, Дорогобужской, Ермолаевской, Ступинской, Новорязанской, Курской ТЭЦ и многих других.
В 60-х годах Трест монтирует крупноблочным скоростным методом оборудование таких крупных электростанций, как Конаковская, Беловская, Костромская, Лукомльская ГРЭС, а в 1973-1974 г.г. — Рязанской ГРЭС. В кратчайшие сроки вводились энергетические блоки, в электроэнергии которых остро нуждалась страна.
Приняв в 1950 году участие в монтаже первой в мире атомной электростанции в г. Обнинске, коллектив ЦЭМа стал пионером в освоении монтажа оборудования АЭС. А с 1952 года, когда Трест приступил к производству монтажных работ на сибирских АЭС, атомная энергетика стала его постоянной сферой деятельности. Силами Треста в период с 1952 по 1990 годы смонтированы такие крупные атомные станции как Белоярская АЭС, Нововоронежская АЭС, Курская АЭС, Смоленская АЭС, АЭС «Ловииза» в Финляндии.
С 1996 года в связи со снижением объемов работ в энергетике, ЦЭМ ищет и находит новые сферы применения своего потенциала — выполняется монтаж оборудования завода горячего брикетирования железа фирмы «Ферросталь» на Лебединском ГОКе, трубопрокатного завода фирмы «АГ Циммер» в г. Волгореченске, завода по сжиганию бытовых отходов фирмы «Кним» в Москве. ЦЭМ успешно выполнил монтаж технологического оборудования и трубопроводов завода по производству бутылочного гранулята в Твери для компании «Сибур»; монтаж оборудования, трубопроводов и металлоконструкций на строительстве завода по производству ДСП в г. Шарья; монтаж и пусконаладку пресса, погрузочно-разгрузочного устройства, трубопроводов термомасла с гидростанцией на мебельном комбинате «Шатура»; монтаж заводов по сжиганию бытовых отходов в московских промзонах «Руднево» и «Дегунино»; реконструкцию по комплексу производства парафинов и серной кислоты для ОАО «Лукойл» в Нижнем Новгороде; контроль качества сварных соединений на нефтебазах «Грушовая» и «Палкино».
В период с 1924 по 2004 г.г. в России и за рубежом Обществом смонтировано оборудование более чем в 250 городах и других населенных пунктах, общей электрической мощностью — 47000 МВт, проложены сотни километров теплосетей, газопроводов и других технологических трубопроводов, построены сотни котельных теплоснабжения.

## Деятельность
Основные направления деятельности Общества: монтаж основного и вспомогательного оборудования тепловых и атомных электростанций, монтаж основного и вспомогательного технологического оборудования промышленных предприятий различных отраслей; текущий и капитальный ремонт основного и вспомогательного оборудования, энергетических блоков, изготовление вспомогательного оборудования, пусконаладочные работы, ремонт водогрейных и паровых котлов. Е4-ЦЭМ выполняет функции генерального подрядчика, осуществляет проектные работы по монтажу и строительству тепловых и атомных станций.
В настоящее время компания занята на более 100 проектах (на 2009 год контрактация составила более 3 млн руб, на сегодняшний день — около 2,5 млрд руб.).
Для повышения качества выполняемых работ и предоставляемых услуг, расширения присутствия Общества на энергетическом рынке, улучшения управляемости и оперативности принятия решений, Обществом были созданы 12 монтажных управлений в Центральной части России, из которых 5 работают с объектами атомной энергетики; пусконаладочное управление; Новомосковский котельно-механический завод, лаборатория производственного контроля качества металлов и сварных соединений физическими методами; турбинная лаборатория; сварочная лаборатория; специальное проектно-технологическое бюро. Компания имеет все необходимые лицензии надзорных органов России на заявленные виды деятельности.
Сегодня Е4-ЦЭМ удерживает свои лидирующие позиции: она на первом месте по численности, по объему же выполняемых работ — среди ведущих тепломонтажных предприятий страны. В компании трудятся около 3 тысяч человек. Сотрудники «Е4-Центрэнергомонтаж» — высококвалифицированные специалисты, имеющие большой опыт работы не только в России, но и в зарубежных странах.

### Текущие проекты
В год ОАО «Е4-ЦЭМ» задействована на 250—400 действующих проектах. Основные объекты, которые сейчас ведёт ОАО «Е4-ЦЭМ» — проекты генерального подрядчика ОАО «Группы Е4», также прямые контракты с Росэнергоатомом. В настоящий момент компания задействована на таких объектах:
- Краснодарская ТЭЦ (410 МВт) — проект расширения Краснодарской ТЭЦ с сооружением ПГУ −410 на основе оборудования производства Mitsubishi призван повысить энергобезопасность Кубани и Сочинского энергоузла.
- Няганская ГРЭС (3х410 МВт) — мощность Няганской ГРЭС после реализации проекта строительства составит 1200 МВт. Она станет одной из крупнейших электростанций тюменской энергосистемы. Поставщик основного оборудования — Siemens. Для 70-тысячной Нягани, города нефтяников, ГРЭС станет новым градообразующим предприятием;
- Котельная Северо-западного района г.Курск (115 МВт)
- ТЭЦ-26 «Мосэнерго» (410 МВт, французское оборудование Alstom);
- Нижнетуринская ГРЭС
- Курская АЭС ОАО «Концерн Энергоатом» — модернизация, реконструкция и ремонт технологического оборудования;
- Смоленская АЭС ОАО «Концерн Энергоатом» — модернизация и реконструкция технологического оборудования;
- Нововоронежская АЭС ОАО «Концерн Энергоатом» — модернизация и реконструкция технологического оборудования;
- Кольская АЭС ОАО «Концерн Энергоатом» — модернизация, реконструкция и ремонт технологического оборудования;
- Смоленская АЭС ООО СФПК «Щит» — строительство комплекса по переработке радиоактивных отходов;
- Индийская АЭС Куданкулам ОАО «РОСАТОМСТРОЙ» — изготовление трубопроводов;
- Нововоронежская АЭС-2 ОАО «Концерн Энергоатом» — строительно-монтажные работы по объектам блока № 1;
- Курская АЭС ОАО «Концерн Энергоатом» — полный комплекс тепломонтажных работ на 4-х блоках по 1000 МВт с реакторами РБМК-1000;
- Ростовская АЭС ОАО «Концерн Энергоатом» — строительно-монтажные работы по объектам блока № 2;
- Азербайджанская ГРЭС — разработка плана проведения работ, обследование оборудования, выполнение работ по реконструкции турбины 300 МВт энергоблока № 5;
- Марыйская ГРЭС — комплекс работ по реконструкции турбины К-200-130 ст.№ 2
- ТЭС «Юсифия», Ирак — полный комплекс тепломонтажных работ на 3-х блоках по 230 МВт;
- Тяньваньская АЭС, Китай — изготовление технологических трубопроводов ;
- ТЭС «Эсти», блок № 8 ТЭС «Балти», блок № 11, Эстония — техническое руководство и контроль, реконструкции блоков с турбинами мощностью по 200 МВт;
- ТЭС «Алхолма», Финляндия — монтаж турбоагрегата 255 МВт и вспомогательного оборудования;
- ТЭС «Топила-2», Финляндия — монтаж турбогенератора 145 МВт и вспомогательного оборудования машзала;
- ТЭС «Ювяскюля», Финляндия — монтаж паротурбинной установки, трубопроводов и вспомогательного оборудования;
- ТЭС «Йювяскюля» — монтаж паротурбинной установки, вспомогательного оборудования и трубопроводов проекта «Йювяскюля»;
- Стойленский ГОК — монтаж оборудования и трубопроводов технологических, водопроводных, канализационных обогатительной фабрики корпуса обогащения секции № 4 IV пускового комплекса ОАО «Стойленский ГОК»;
- Смоленская АЭС — завершение строительства комплекса по переработке радиоактивных отходов;
- Смоленская региональная генерация — работы по проекту «Подкачивающая насосная станция № 3 в г. Смоленске»
- Курская АЭС — замена трубопроводов технической воды на КПТ СЛА 4 энергетического блока КуАС
- Курская АЭС — СМР на ХОЯТ;
- Курская АЭС — модернизация спецсистем 4 энергетического блока КуАС
- Курская АЭС — усиление строительных конструкций «горячих» помещений на 4 энергоблоке;
- Курская АЭС — продление срока эксплуатации ПСЭ 2 энергоблока;
- Кореневский завод по производству солода — изготовление и монтаж защитных колец;
- Калужская ТЭЦ — монтаж ГТУ Калужской ТЭЦ;
- Курская АЭС — замена тепломеханического оборудования;
- Курская АЭС — замена тепломеханического оборудования;
- Курская АЭС — замена тепломеханического оборудования;
- Энергоавиа-МТ — тепломонтажные работы, завод Чернышевского;
- Сормовская ТЭЦ — реконструкция Сормовской ТЭЦ с установкой двух пиковых водогрейных котлов;
- Автозаводская ТЭЦ — строительство на объекте "Реконструкция газоснабжения. ГРП-ТЭЦ (корректировка)
- Куданкулам АЭС — изготовление и поставка блоков трубопроводов для АЭС «Куданкулам» в Индии;
- Смоленская АЭС — строительно-монтажные работы на КП РАО САЭС;
- Северсталь — реконструкция, монтаж трубопроводов ПВД, реконструкция запорной арматуры;
- Завод по сжиганию твёрдых бытовых отходов «Спецзавод № 3», г. Москва — монтаж технологического оборудования по проекту фирмы EVN;
- Котласский ЦБК — монтаж котла-утилизатора и демонтаж кабельного крана;
- Проект «Кроношпан» Завод по производству ДСП г.Егорьевск — монтаж технологического оборудования на строительстве завода;
- Мебельный комбинат «Шатура» г. Шатура — монтаж технологического оборудования линий по производству ДСП фирмы «SIEMPELKAMP»;
- Завод по производству ламинированной ДСП г. Шарья ООО «Кроностар» Монтаж технологического оборудования завода;
- Завод по сжиганию твёрдых бытовых отходов «Спецзавод № 4» Руднево г. Москва — монтаж технологического оборудования завода по проекту фирмы «Хёльтер»;
- Лукойл, г. Нижний Новгород — реконструкция по комплексу производства парафинов, серной кислоты
- Завод по производству бутылочного гранулята г. Тверь — монтаж технологического оборудования и трубопроводов завода;
- Оскольский электрометал-лургический комбинат, г. Старый Оскол — монтаж оборудования прокатного стана 350;
- Завод по сжиганию твёрдых бытовых отходов «Спецзавод № 2» Дегунино г. Москва — монтаж котлов-утилизаторов фирмы «CNIM», турбоагрегатов и оборудования трех технологических линий завода;
- Лебединский горно-обогатительный комбинат г.Старый Оскол — монтаж технологического оборудования металлургического завода горячего брикетирования железа;
- ФГУП ПО «СЕВМАШ» — монтаж демонтаж оборудования, м/к и трубопроводов верхних строений суперблоков морской ледостойкой стационарной платформы (МЛСП) «Приразломная»;
- Мусоросжигательный завод № 3 г. Москва — монтаж и наладка оборудования;
- ООО «ОМК-Сталь» Металлургический комбинат — монтаж грузоподъёмных механизмов;
- Михайловский горно-обогатительный комбинат — реконструкция, монтаж теплового оборудования и обвязки трубопроводов;
- Котласский ЦБК — монтаж оборудования и обвязка выпарной установки ООО Зерновая компания;
- «ДАРА» — монтаж металлоконструкций и оборудования завода по переработке семян;
- ООО "Компания «Русский трикотаж» — монтаж технологических трубопроводов и оборудования;
- ООО «Энергоремонт» — работы по демонтажу-монтажу ЦВД-ЦНД паровой турбины ВТ-50-1 , работы по восстановлению обвязки турбины ВТ-50-1;
- ОАО «Маяк» — монтаж оборудования и трубопроводов на объекте;
- ОАО «Электростальский завод тяжелого машиностроения» — монтаж трубопроводов гидросистемы пресса;
- ОАО «Волжский трубный завод» — монтаж оборудования и м/к новой линии термоотдела в ТПЦ-3;
- ОАО «Дорогобуж» — монтаж трубопроводов аммиака.